# イリザロフ (小惑星)
イリザロフ (3750 Ilizarov) は、小惑星帯の小惑星の一つ。リュドミーラ・カラチキナがクリミア天体物理天文台で発見した。
ロシアの整形外科医師、ガブリル・イリザロフから命名された。